# آثار روستای برد چله
آثار روستای بَرْد چله مربوط به دوره ساسانیان است و در شهرستان کهگیلویه، بخش چاروسا، روستای برد چله واقع شده و این اثر در تاریخ ۲۴ فروردین ۱۳۸۲ با شمارهٔ ثبت ۸۳۲۵ به‌عنوان یکی از آثار ملی ایران به ثبت رسیده است.